# 1988-as Fiatal Zenészek Eurovíziója
Az 1988-as Fiatal Zenészek Eurovíziója volt a negyedik Fiatal Zenészek Eurovíziója, melyet Hollandia fővárosában, Amszterdamban rendeztek meg. A helyszín a Concertgebouw volt. Az elődöntőre 1988. május 26-án és 27-én, a döntőre május 31-én került sor. Az Eurovíziós Dalfesztivállal ellenben itt nem az előző évi győztes rendez, hanem pályázni kell a rendezés jogára. Az 1986-os verseny a francia Sandrine Lazarides győzelmével zárult, aki zongora-versenyművét adta elő Koppenhágában.

## A helyszín és a verseny
A verseny pontos helyszíne a Hollandia fővárosában, Amszterdamban található Concertgebouw volt, melynek legnagyobb előadóterme 1 974 fő befogadására alkalmas.
| Hollandia Amszterdam |

Az előző évvel ellentétben ezúttal újból csak egy zsűrije volt az elődöntőnek és a döntőnek.
Első alkalommal egy királyi vendég is megtekintette a műsort: Beatrix holland királynő is jelen volt az eseményen.

## A résztvevők
Először vett részt a versenyen Ciprus és Spanyolország, Izrael pedig visszalépett. Így tizenhat ország indult a megmérettetésen, mely az akkori legnagyobb létszám volt.
A szakmai zsűri hat országot juttatott tovább a döntőbe, így tíz ország esett ki az első fordulóban. Hollandia kiesésével sorozatban másodszor fordult elő, hogy a házigazda ország versenyzője nem szerepelt a döntőben.

## Zsűri
- Roberto Benzi (Zsűrielnök)
- Marco Riaskoff
- Pascal Rogé
- Anette Faaborg
- Herman Krebbers
- William Pleeth
- Sören Hermansson
- Osmo Vänskä
- Elmar Weingarten

## Elődöntő
Az elődöntőre két fordulóban került sor, 1988. május 26-án és 27-én. A továbbjutókról a szakmai zsűri döntött. Összesen hat ország jutott tovább a döntőbe.

### Első rész
Az elődöntő első részét 1988. május 26-án rendezték meg tíz ország részvételével. A nemzetközi, szakmai zsűri a két legjobb versenyzőt jutotta tovább a május 31-i döntőbe.
| #  | Ország        | Zenész                | Hangszer | Darab (Szerző)                                                                           | Eredmény     |
| -- | ------------- | --------------------- | -------- | ---------------------------------------------------------------------------------------- | ------------ |
| 01 | Belgium       | Eliane Reyes          | zongora  | Concerto for piano and orchestra in D, op. 21 (Joseph Haydn)                             | Kiesett      |
| 02 | Svájc         | David Riniker         | cselló   | Variations on a Rococo theme for cello and orchestra, op. 23 (Pjotr Iljics Csajkovszkij) | Kiesett      |
| 03 | Dánia         | Nikolaj Szeps-Znaider | hegedű   | Concerto for violin and orchestra no. 5 in G (Henri Vieuxtemps)                          | Kiesett      |
| 04 | Ciprus        | Plotinos Micromatis   | zongora  | Concert piece for piano and orchestra in F, op. 79 (Carl Maria von Weber)                | Kiesett      |
| 05 | Németország   | Nikolai Schneider     | cselló   | Concerto for cello and orchestra no. 1 in A, op. 23 (Camille Saint-Saëns)                | Továbbjutott |
| 06 | Ausztria      | Julian Rachlin        | hegedű   | Concerto for violin and orchestra no. 2 in D, op. 22 (Henryk Wieniawski)                 | Továbbjutott |
| 07 | Írország      | Dearbhla Collins      | zongora  | Concerto for piano and orchestra no. 3 in C, op. 26 (Szergej Szergejevics Prokofjev)     | Kiesett      |
| 08 | Svédország    | Henrik Peterson       | hegedű   | Concerto for violin and orchestra no. 5 in G (Henri Vieuxtemps)                          | Kiesett      |
| 09 | Franciaország | Henri Demarquette     | cselló   | Variations on a Rococo theme for cello and orchestra, op. 23 (Pjotr Iljics Csajkovszkij) | Kiesett      |
| 10 | Spanyolország | José Ramón Mendez     | zongora  | Concerto for piano and orchestra no. 1 in E flat (Liszt Ferenc)                          | Kiesett      |

### Második rész
Az elődöntő második részét 1988. május 27-én rendezték meg hat ország részvételével. A nemzetközi, szakmai zsűri a négy legjobb versenyzőt jutotta tovább a május 31-i döntőbe.
| #  | Ország             | Zenész            | Hangszer | Darab (Szerző)                                                                       | Eredmény     |
| -- | ------------------ | ----------------- | -------- | ------------------------------------------------------------------------------------ | ------------ |
| 11 | Finnország         | Jan Söderblom     | hegedű   | Concerto for violin and orchestra no. 5 in A, KV 219 (Wolfgang Amadeus Mozart)       | Továbbjutott |
| 12 | Hollandia          | Wibi Soerjadi     | zongora  | Concerto for piano and orchestra no. 2 in C (Sergey Rachmaninov)                     | Kiesett      |
| 13 | Olaszország        | Domenico Nordio   | hegedű   | Concerto for violin and orchestra in B, op. 47 (Jean Sibelius)                       | Továbbjutott |
| 14 | Egyesült Királyság | David Pyatt       | kürt     | Concerto for French horn and orchestra no. 1 in E flat, op. 11 (Richard Strauss)     | Továbbjutott |
| 15 | Jugoszlávia        | Violeta Smailović | hegedű   | Concerto for violin and orchestra no. 3 in C, op. 61 (Camille Saint-Saëns)           | Kiesett      |
| 16 | Norvégia           | Leif Ove Andsnes  | zongora  | Concerto for piano and orchestra no. 3 in C, op. 26 (Szergej Szergejevics Prokofjev) | Továbbjutott |

## Döntő
A döntőt 1988. május 31-én rendezték meg hat ország részvételével. A végső döntést a szakmai zsűri hozta meg.
| #  | Ország             | Zenész            | Hangszer | Darab (Szerző)                                                                     | Helyezés |
| -- | ------------------ | ----------------- | -------- | ---------------------------------------------------------------------------------- | -------- |
| 01 | Finnország         | Jan Söderblom     | hegedű   | Concerto for violin and orchestra no.5 in A, KV 219 (Wolfgang Amadeus Mozart)      | —        |
| 02 | Egyesült Királyság | David Pyatt       | kürt     | Concerto for French horn and orchestra no.1 in E flat, op.11 (Richard Strauss)     | —        |
| 03 | Olaszország        | Domenico Nordio   | hegedű   | Concerto for violin and orchestra in d, op.47 (Jean Sibelius)                      | 3.       |
| 04 | Németország        | Nikolai Schneider | cselló   | Concerto for cello and orchestra no.1 in a, op.33 (Camille Saint-Saëns)            | —        |
| 05 | Ausztria           | Julian Rachlin    | hegedű   | Concerto for violin and orchestra in d, op.22 (Henryk Wieniawski)                  | 1.       |
| 06 | Norvégia           | Leif Ove Andsnes  | zongora  | Concerto for piano and orchestra no.3 in C, op.26 (Szergej Szergejevics Prokofjev) | 2.       |

## Térkép

A döntő résztvevői
Az elődöntőben kiesett országok
Országok, melyek korábban részt vettek, de ebben az évben nem

## Közvetítő országok
- Németország – ZDF